# Вільягонсало-Педерналес
Вільягонсало-Педерналес (ісп. Villagonzalo Pedernales) — муніципалітет в Іспанії, у складі автономної спільноти Кастилія-і-Леон, у провінції Бургос. Населення — 1584 особи (2010).
Муніципалітет розташований на відстані близько 210 км на північ від Мадрида, 6 км на південний захід від Бургоса.

## Демографія
Динаміка населення (INE ):

## Галерея зображень

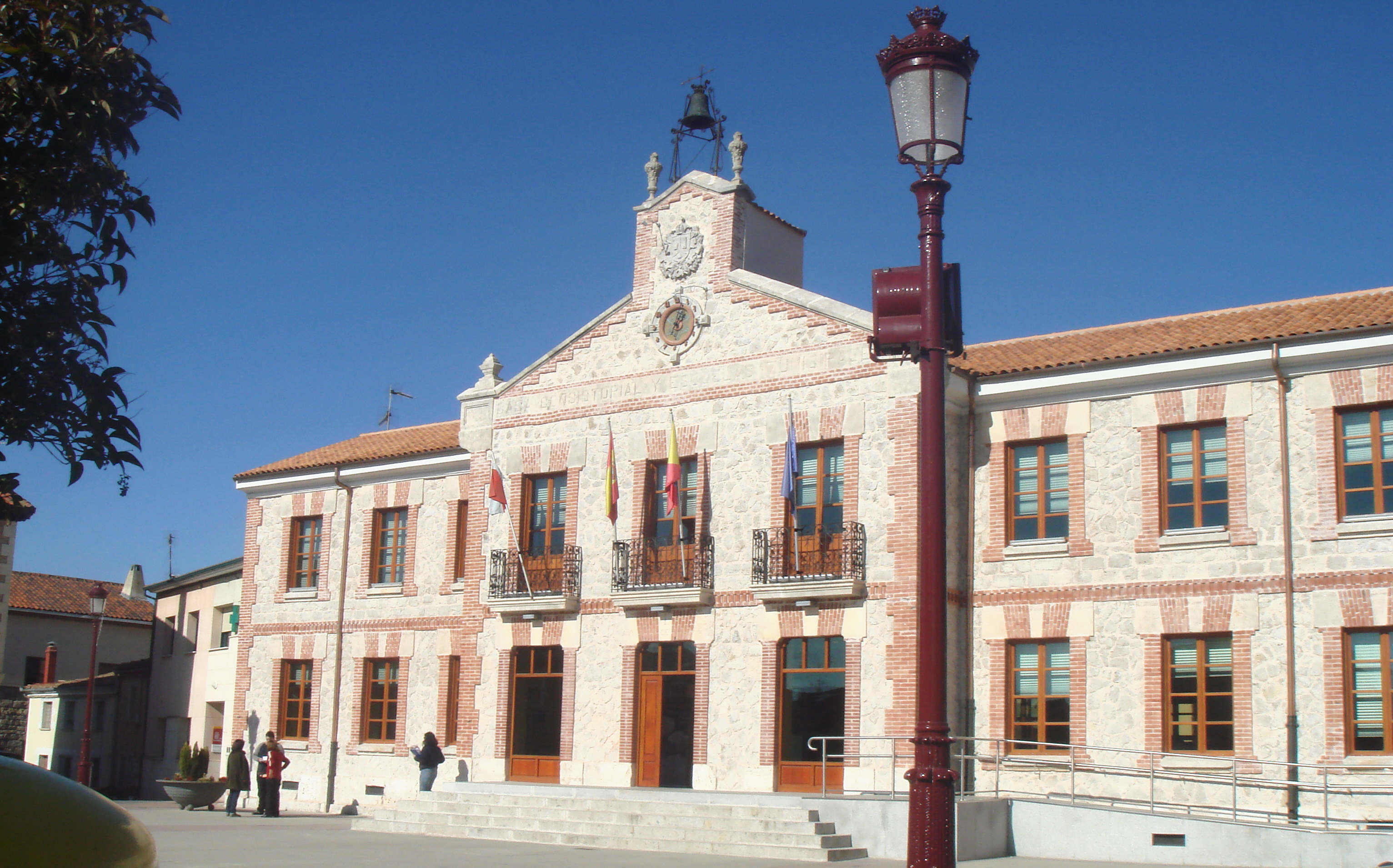
Муніципальна рада